# Elezioni alla Duma di Mosca del 2019
Le elezioni comunali a Mosca del 2019 si sono tenute l'8 settembre per il rinnovo della Duma locale.

## Risultati
| Liste                                     | Voti      | %     | Seggi |
| ----------------------------------------- | --------- | ----- | ----- |
| Partito Comunista della Federazione Russa | 499.643   | 31,40 | 13    |
| Russia Unita                              | 495.591   | 31,15 | 25    |
| Russia Giusta                             | 196.896   | 12,38 | 3     |
| Partito Liberal-Democratico di Russia     | 138.145   | 8,68  | -     |
| Comunisti di Russia                       | 79.062    | 4,97  | -     |
| Jabloko                                   | 63.193    | 3,97  | 4     |
| Rodina                                    | 12.187    | 0,77  | -     |
| Partito Ecologista Russo «I Verdi»        | 2.155     | 0,13  | -     |
| Forza Civile                              | 1.945     | 0,12  | -     |
| Partito della Crescita                    | 1.253     | 0,08  | -     |
| Indipendenti                              | 41.802    | 2,63  | -     |
| Totale                                    | 1.531.872 |       | 45    |
| Voti non validi                           | 59.182    | 3,72  | -     |
| Totale                                    | 1.591.054 | 100   | 45    |